# JAL 웨이즈
JAL 웨이즈(일본어: 株式会社ジャルウェイズ, 영어: JALways Co. Ltd. (JAZ)) 1990년에 일본항공 전세(일본어: ジャパンエアチャーター株式会社, 영어: Japan Air Charter Co., Ltd.)로 설립되어 2010년 일본항공에 합병된 일본의 항공사로 허브 공항은 나리타 국제공항, 간사이 국제공항으로 본사는 지바현 나리타시에 위치해 있었다.

## 역사
1990년 일본항공 전세로 설립 했으며 최초로 후쿠오카 ~ 호놀룰루 국제선 전세기를 취항했다. 1999년에 현재의 사명으로 변경했다.
당시 태국에 훈련 거점을 두었고, 태국의 승무원을 다수 채용하여 운항 비용을 낮출 수 다른 회사를 설립하고 큰 목표 중 하나였지만, 타이 사람을 채용한 것은 교육 수준이 높고 게다가 수준에 정평이 있는 것과 일본에서 많은 직항편이 취항하고, 승무원의 왕래가 쉽다는 장점이 있었다.
비용 절감에 공헌한에 태국 사람을 중심으로 한 서비스도 호평에서 후에 전세기뿐만 아니라 리조트 서비스가 실시되는 항공 리조트 노선을 중심으로 정기 항공편을 운항했다. 이후에 필리핀 승무원도 채용하게 되었다.
또한, JAL 웨이즈는 2010년 시점의 승무원 제복 블라우스의 색이 황색으로 변경된 것은 태국에서 황색을 왕실 의 색깔일 때 이 색상의 옷을 착용하는 것 자체가 나라의 왕실에 경의를 나타내는 의미가 있기 때문에 굳이이 색깔을 선택했다란 소문이 있었다.
구조 조정의 일환으로 2010년 12월 1일 일본항공과 합병되면서 사실상 소멸하게 되었다.

## 운항 노선
- 2010년 12월 1일 합병전까지 JAL 웨이즈의 다음과 같은 노선을 운항하였다.

## 보유 기종

### 보잉
- 보잉 747-200
- 보잉 747-300

### 맥도넬더글러스
- 맥도넬더글러스 DC-10

## 도장
- JAL 그룹이기 때문에 기본적으로 JAL 디자인과 같다.

일본항공 특허 시대
당시 JAL과 같이 랜도의 어소 시에이츠 의 회색과 빨간색 블록을 맞춘 디자인이다. 그러나 로고 문자는 "JAL"이 아닌 "JAZ"(A 빨간색 블록이 들어, A의 가로 막대가 없다)로 대체 옆에 흑자로 "Japan Air Charter"라고 표기되어 있었다. 수직 꼬리날개는 츠루마루 대신 위에서 회색과 빨간색을 적용해 삼각형 발라 스타일을 사용했다.
JAL 웨이즈 시대
재팬 에어 헌장 거의 같지만 로고는 "JAZ"에서 "JALways"로 변경되었다. 이 시기부터 리조트 캠페인 JAL에서 이관되게 몸에 "Reso'cha"문자로 수직 꼬리 날개를 포함하여 꽃이나 새가 충분히 그려진 기체가 등장하게 된다. 그러나 2002년 당시 일본항공에서 사용되는 디자인 "The Arc of the Sun (태양의 아크)"에서 JAL과 일반 사업 장비로 JAL의 기체를 사용하게 말기에서 JAL 웨이즈의 도장은 더 이상 존재하지 않았다.

## 서비스

### 기내 서비스
JAL 웨이즈 항공편의 경우 일본항공 운항편의 기내 서비스에 따라하고, 일본항공 항공편과 마찬가지로 퍼스트 클래스와 비즈니스 클래스 고급 수준의 서비스도 실시하고 있다. 비즈니스 클래스에서 태국인 승무원 많은 담당하고 택구인 승무원 밝은 접객 대응은 높은 평가를 받고있는 한편, 어려운 일본어가 통하지 않거나 일부에서 매뉴얼대로 서비스 융통성 효과가 없는 것이 단점으로 지적했다. 또한, JAL 웨이즈의 항공편은 독자로 서비스를 제공하지 않는다.
JAL 웨이즈는 일본항공에서 파견 승무원이 많으며 국내 항공사와 외국계 항공사 승무원을 경험한 사람을 채용했다.
승무원 채용 시험에 응시하는 사람에게도 인기 항공사로 알려져 있지만 영어권을 메인으로 한 국제선에 운항 또한 외국인 승무원과 섬세한 의사 소통이 필요하기 때문에 일본항공과 다른 국내 항공사보다 높은 어학 능력이 필요했다.

### 지상 서비스
일본항공 항공편의 지상 서비스와 마찬가지로 JAL 웨이즈의 항공편은 독자적으로 서비스를 실지하지 않는다.

## 사건 및 사고
- 2005년 8월 12일 : 후쿠오카발 호놀룰루행 JAL 웨이즈 58편이 맥도넬더글러스 DC-10 항공기의 엔진에 화재가 발생하여 후쿠오카 주택 지역에 금속 조각이 떨어지는 사고가 발생, 이 금속 조각에 승객 2명이 부상을 입었으며 비행기는 후쿠오카 공항에 비상 착륙했다.[1]
- 2006년 2월 28일 : 도쿄발 호놀룰루행 JAL 웨이즈 71편이 보잉 747 항공기가 운항 도중에 태평양에서 발생한 난기류에 말려 들어가면서 승객 2명이 부상당했다.

## 같이 보기
- 일본의 교통
- 일본의 공항 목록
- 일본의 교통